# Ines Diers
Ines Diers, po mężu Noack (ur. 2 listopada 1963 w Rochlitz) – wschodnioniemiecka pływaczka, dwukrotna mistrzyni olimpijska i Europy.

## Kariera pływacka
Diers początkowo specjalizowała się w stylu grzbietowym, później skupiła się na pływaniu kraulem.
W 1980 roku podczas igrzysk w Moskwie zdobyła pięć medali. Na dystansie 400 m stylem dowolnym została mistrzynią olimpijską, ustanawiając w finale nowy rekord Europy (4:08,76). Złoty medal wywalczyła także płynąc w sztafecie kraulowej 4 × 100 m, w której reprezentantki NRD pobiły rekord świata. W konkurencjach 200 i 800 m stylem dowolnym zdobyła srebro. Na 100 m kraulem była trzecia.
Rok później, na mistrzostwach Europy w Splicie zajęła pierwsze miejsce na 400 m stylem dowolnym, poprawiając rekord Europy. Uczestniczyła także w wyścigu sztafet 4 × 100 m stylem dowolnym, w którym zdobyła złoty medal. W konkurencji 800 m kraulem została wicemistrzynią.
W 1982 roku zakończyła karierę pływacką.

### Doping w NRD
Ines Diers, podobnie jak pozostali sportowcy reprezentujący NRD, nieświadomie przyjmowała środki dopingujące (Oral Turinabol) w ramach programu sponsorowanego przez państwo na przełomie lat 70. i 80 XX w. Zawodnikom mówiono, że przyjmują witaminy.